# Stopplaats Jeremiebrug

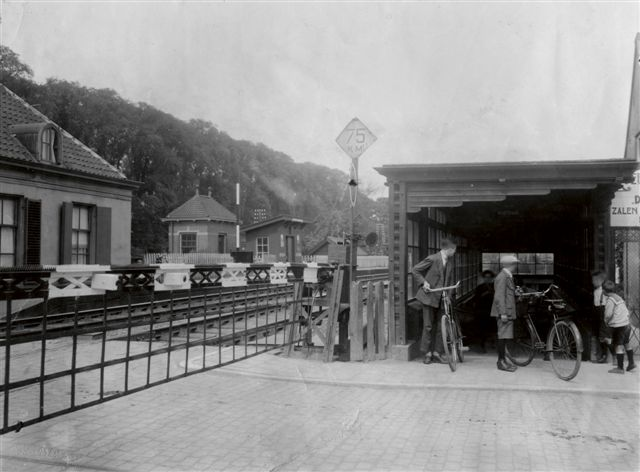
Stopplaats Jeremiebrug met houten wachthuisje anno 1920

Stopplaats Jeremiebrug is een voormalige stopplaats aan de spoorlijn Amsterdam-Utrecht-Arnhem. De halte werd geopend in 1893 en gesloten op 6 oktober 1935, en lag ten zuiden van station Utrecht Centraal bij de Jeremiebrug over de Kruisvaart.
Er stond een dubbele brugwachterswoning die veel leek op een stationsgebouw (SS 4e klasse), gebouwd in 1890. Het was echter niet als stationsgebouw in gebruik. Het werd ontworpen door de bekende stationsarchitect K.H. van Brederode. Het gebouw werd in 1950 gesloopt.
Verder stond er van 1893 tot 1950 een houten wachthuisje tussen de sporen.
Op de locatie van deze voormalige stopplaats is op 22 augustus 2016 het station Vaartsche Rijn geopend.
0: Amsterdam Centraal · 
1: Amsterdam Muiderpoort · 
2: Amsterdam Weesperpoort · 
3: Amsterdam Amstel · 
4: Duivendrecht · 
6: Amsterdam Arena (stadionhalte) ·
6: Amsterdam Bijlmer ArenA · 
9: Amsterdam Holendrecht ·
11: Abcoude · 
16: Vreeland · 
19: Nieuwersluis-Loenen · 
23: Breukelen · 
28: Maarssen · 
33: Utrecht Zuilen · 
35: Utrecht Centraal · 
37: Jeremiebrug · 
37: Utrecht Vaartsche Rijn · 
38: Houtenschepad · 
39: Meerveldscheweg · 
40: Vechten · 
42: Bunnik · 
47: Driebergen-Zeist · 
50: Driebergen-Austerlitz · 
53: Maarn (oud) · 
54: Maarn · 
57: Maarsbergen · 
62: Heuvelsche Steeg · 
68: Veenendaal-De Klomp · 
75: Ede-Wageningen · 
80: Buunderkamp · 
84: Wolfheze · 
88: Oosterbeek · 
92: Arnhem Centraal · 
93: Arnhem Velperpoort · 
96: Fort Westervoort · 
97: Oostzijde Brug · 
98: Westervoort · 
101: Duiven · 
105: Groessen · 
106: Zevenaar · 
111: Babberich · 
115: Elten